# Tingkir Tengah
Tingkir Tengah is een bestuurslaag (kelurahan) in het onderdistrict (kecamatan) Tingkir in de stadsgemeente (kota) Salatiga binnen het regentschap Semarang van de provincie Midden-Java, Indonesië. Tingkir Tengah telt 4.721 inwoners (volkstelling 2010).